# Gayyur Yunus
 (mars 2023).
Pour les articles homonymes, voir Yunus (homonymie).
Gayyur Yunus (en azéri : Qəyyur Habil oğlu Yunusov ; né le 26 mars 1948 à Amirdjan, banlieue de Bakou) est un membre de l’Union des peintres de l’Azerbaïdjan, Peintre du peuple.

## Biographie
Gayyur Yunusov est le proche parent du peintre Sattar Bahlulzade. Il l’observe souvent travailler dans l’atelier, dans le village d'Amirdjan, où il est né. Il est l’élève du peintre Sattar Bahlulzadeh et maîtrise divers styles d'art.  En 1967-1971, Gayyur Habil oghlu Yunus étudie au Collège d'art Azim Azimzade Baku et, en 1971-1977, à l'Académie des beaux-arts de Tbilissi. Il participe à des expositions depuis 1972. En 1980, il devient membre de l'Union des artistes d'Azerbaïdjan et de l'Union des artistes de l'URSS.

## Œuvre
Bien que le travail de Gayyur Yunus comprenne des paroles[Quoi ?] et des paysages, les portraits de femmes de l'artiste lui valent plus de renommée. L'auteur affirme que la parole de Mahomet « Dieu est beau et il aime la beauté » est l'une des principales raisons de peindre l'image d'une femme azerbaïdjanaise avec élégance et noblesse. Par ailleurs il utilise certains symboles en arrière plan des portraits tels que poires, poissons, oiseaux, fleurs, inscriptions épigraphiques, etc..

## Collections
Depuis 1972, onze expositions individuelles de Gayyur Yunus ont eu lieu en Azerbaïdjan et dans divers pays étrangers. Ses œuvres sont conservées dans des collections publiques et privées dans des pays d’Europe et d’Asie. 
Se œuvres sont conservées au Musée d'art d'État d'Azerbaïdjan, au Musée de l'amitié des peuples de Tbilissi, au Musée d'art Pavlodar, à la Galerie nationale Tretiakov de Moscou, au Musée d'art oriental de Moscou, au Musée de l'Orangerie, dans la collection personnelle de D. Rockefeller à New York. 
La dernière exposition personnelle de l'artiste a eu lieu au Musée d'art oriental de Moscou. Cette exposition s’est tenue sous le titre Caché et visible.